# Kirche Wolkow

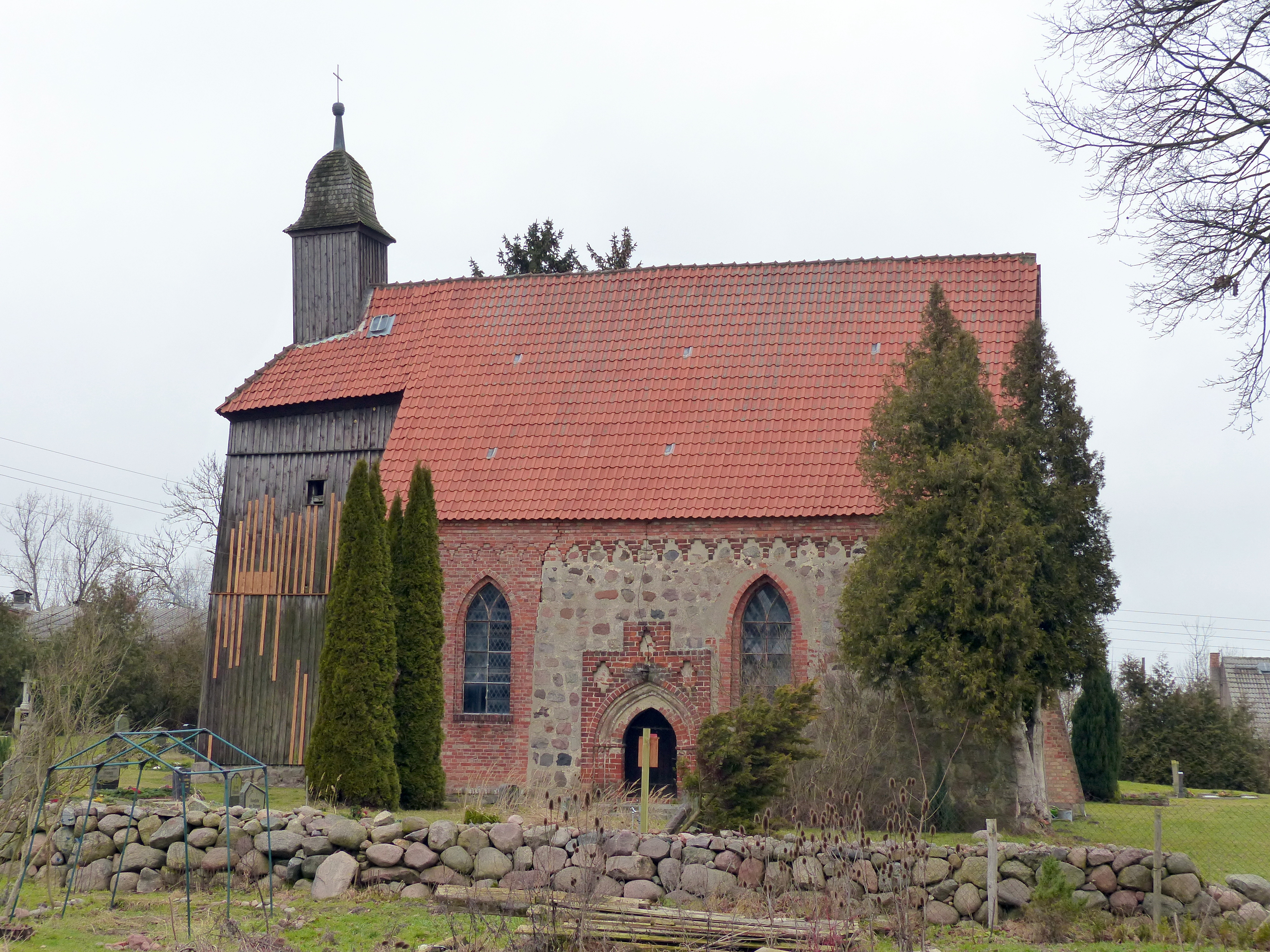
Kirche Wolkow

Die Kirche Wolkow ist ein Kirchengebäude im Ortsteil Wolkow in der Gemeinde Wildberg im Landkreis Mecklenburgische Seenplatte. Sie gehört zur Kirchengemeinde Altenhagen der Propstei Demmin im Pommerschen Evangelischen Kirchenkreis der Evangelisch-Lutherischen Kirche in Norddeutschland.
Die Kirche stammt aus der zweiten Hälfte des 13. Jahrhunderts. Wolkow wurde 1249 als Besitz des Klosters Reinfeld erwähnt, von dem die Kirche im Ort und die im benachbarten Wildberg gegründet wurden. Die Kirche wurde aus Feldstein auf rechteckigem Grundriss errichtet. In der Ostseite befindet sich eine spitzbogige Dreifenstergruppe mit zugebautem Mittelfenster in einer breiten Rundbogennische. Der darüber liegende Ostgiebel aus Backstein ist mit einer zentralen Kreuzblende und um diese herum angeordnete Blenden gegliedert. An beiden Langseiten verläuft ein Backsteinfries unterhalb der Traufe. Das Südportal besitzt reich gegliederte Gewände und einen flach vorspringenden zinnenförmig abgestuften Überbau mit drei abgetreppten Blendnischen. Ende des 19. Jahrhunderts wurde der Westteil des Kirchenschiffs in Backstein erneuert. Der verbretterte Kirchturm vor dem Westgiebel wurde im 18. Jahrhundert errichtet. Er wird von einem kleinen, dachreiterartigen Turm mit quadratischen Querschnitt und barocker Haube überstiegen.

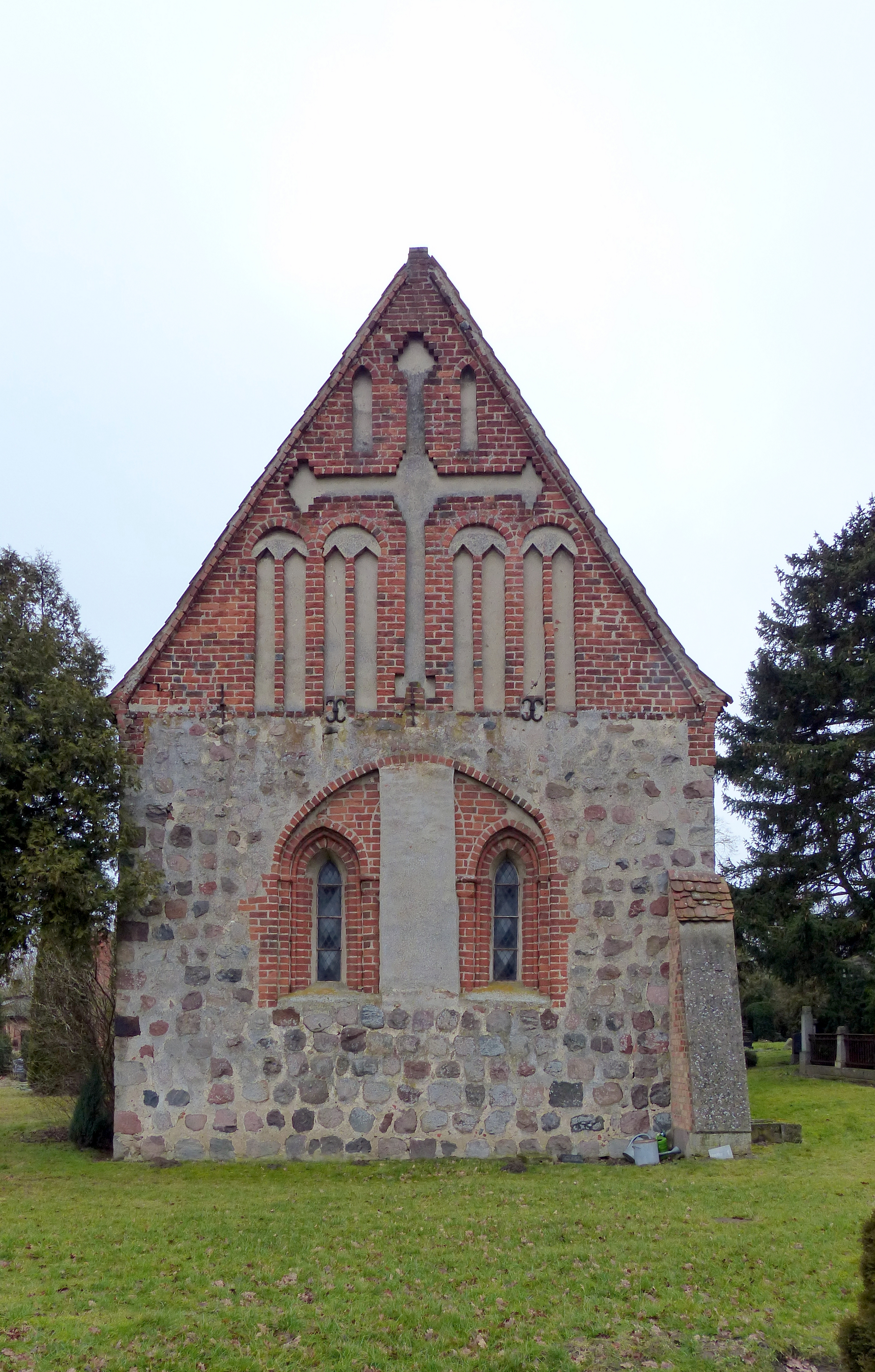
Ostgiebel

Der Altaraufsatz stammt von 1736. In Predella und Mittelteil befinden sich Ölbilder aus der zweiten Hälfte des 19. Jahrhunderts. Die Kanzel wurde in der ersten Hälfte des 18. Jahrhunderts gebaut.
Die Glocke wurde 1765 von Johann Heinrich Scheel in Stettin gegossen.